# Ван Вейнгаарден, Адриан
Адриан (Аад) ван Вейнгаарден (1916—1987) — нидерландский учёный в области прикладной математики и информатики, заложивший основы голландской информатики и вычислительной техники. По его мнению, путь учёного в этой области должен быть тройным и включать в себя теорию вычислений, компьютерные языки и аппаратное обеспечение — и именно эти три области хорошо описывают исследовательские интересы самого ван Вейнгаардена.

## Биография
Ван Вейнгаарден был четвёртым сыном в браке Петера ван Вейнгаардена (1872—1924) и Лише де Брёйн (1885—1959). Был женат два раза: в 1940 на Барбаре Робберс (родила четырёх дочерей, погибла в 1958 году) и в 1960 году на Виллеке Дитц (умерла в 1977). Окончил Делфтский технический университет с дипломом инженера в 1939 году и поступил в аспирантуру к Яну Бюргерсу по гидродинамике. Во время Второй мировой войны университет закрылся, и с ним закончилась и аспирантура. Учёную степень (с отличием) получил в 1945 году в том же университете, на основе результатов в области вычислений корабельных винтов написав диссертацию по теме «Некоторые приложения преобразований Фурье к задачам теории упругости» и приступил к работе в Национальной Аэрокосмической Лаборатории. В следующем году был в числе отправленных в длительную командировку (с января по март) в Англию, связанную с обменом опытом, полученным во Второй мировой войне, где ещё больше загорелся идеями автоматизации и создания вычислительных машин. Его подробные отчёты о встречах с английскими учёными, в том числе с Дугласом Хартри и об их изобретениях, в числе которых был дифференциальный анализатор, произвели глубоко положительное впечатление на Бизено, его руководителя.
1 января 1947 года ван Вейнгаарден встал во главе вычислительного отдела Математического центра, свежесозданного научно-исследовательского института, который под его руководством превратился в одну из ведущих исследовательских организаций в разработке теоретических моделей для индустриальных строительных проектов, а затем и в разработке, экспериментировании и внедрении информационных технологий. В 1961 году он перешёл с поста главы вычислительного отдела (нидерл. Rekenafdeling
) на пост директора всего НИИ, на котором и оставался вплоть до ухода на пенсию в 1981 году. При этом его личный вклад был не только административным: ван Вейнгаарден активно участвовал сначала в проектировании нового голландского компьютера ARRA (закончен к 1952), затем в написании программного обеспечения для него (совместно со взятым им в качестве программиста в том же 1952 году Эдсгером Дейкстрой). К проектированию ранних компьютеров привлёк также Дугласа Хартри, который провёл долгое время в Амстердаме, работая над очередной версией ARRA, где регулярно отвечал на вопросы ван Вейнгаардена о том, когда же проект будет готов: «примерно через три месяца» — такая случайно взятая цифра, не означающая ничего и не зависящая от реальной сложности проекта, также известна под именем «константы Хартри».
Одним из административных достижений ван Вейнгаардена считается создание в 1950-е годы группы «считающих девочек» (нидерл. rekenmeisjes). Женщин в то время в математических институтах практически не было, а те, что были, занимали должности секретарей и технических работниц для выполнения простейших операций вроде подготовки перфокарт. Ван Вейнгаарден поступил иначе, набрав целую группу из двенадцати высококвалифицированных женщин с красными дипломами вузов и отличными выпускными оценками по математике, и обеспечив им двойную зарплату. В результате эта группа была способна не просто выполнять простейшие вычисления, но и преобразовывать формулы с интегралами и производными из печатного вида в форму, оптимизированную для вычислений известными методами. Переход с механических настольных калькуляторов к электромеханическим компьютерам состоялся с помощью краткого курса повышения квалификации, который прочёл «считающим девочкам» Дейкстра. Освоив программирование, они взяли в свои руки весь процесс перевода алгоритма к вычислимой форме, кодирование её на доступном языке программирования (ассемблер X1 или Алгол), подготовку и ввод перфокарт, а также обработку и оформление полученных на выходе данных.
Ван Вейнгаарден продолжал активно ездить в командировки, и в одной из них (в 1958 году в окрестностях Эдинбурга) попал в автокатастрофу, в которой погибла его жена, а он сам получил тяжёлые ранения. Вернувшись к работе, он сконцентрировал свои усилия на исследовании языков программирования, активно участвуя в проектировании языков Алгол 60 и особенно Алгол 68. Для точного определения синтаксиса последнего ему пришлось ввести новый формализм двухуровневых грамматик, известный как грамматики ван Вейнгаардена (или W-грамматики). Аналогично тому, как обычные формальные грамматики являются конечным описанием бесконечных контекстно-свободных языков, двухуровневые грамматики предоставляют возможность создавать конечные описания бесконечных грамматик. Показательно, что сейчас грамматики ван Вейнгаардена преподаются в лекционных курсах по проектированию компиляторов и обработке компьютерных языков во многих университетах мира, но при этом главная публикация с их определением так и не вышла официально, и даже неофициально в виде внутреннего технического отчёта была опубликована только семь лет спустя после первого официального доклада о них или 10 лет спустя их первого использования — ван Вейнгаарден считал, что работа над двухуровневыми грамматиками не завершена, и публикации в таком виде не заслуживает.
До того, как Рэй Томлинсон решил использовать знак «@» для разделения имени адресата от названия его машины, этот знак под названием «aadje» (сокращённая форма имени «Адриан» с уменьшительным суффиксом) был известен в информатике как экслибрис ван Вейнгаардена.

## Аспиранты ван Вейнгаардена
Многие учёные, защитившие диссертации под руководством Адриана ван Вейнгаардена, стали известными профессорами, ведущими специалистами в своих областях, авторами книг и учебников:
- Виллем ван дер Пул[англ.] (1956, «Логические принципы некоторых простых вычислителей»)
- Николаас де Тройе (1958, «Классификация и минимизация переключающих функций»)
- Эдсгер Дейкстра (1959, «Работа с автоматическим компьютером»)
- Гюс Заутендайк[нидерл.] (1960, «Метод возможных направлений: исследование линейного и нелинейного программирования»)
- Якоб Зонневелд (1964, «Автоматическое численное интегрирование»)
- Яко де Бакер (1967, «Формальное определение языков программирования с применением к определению Алгола 60»)
- B. J. Mailloux (1968, «К вопросу о реализации Алгола 68»)
- Райндер ван де Рит (1968, «Алгол 60 как язык обработки формул»)
- Якобус Верхуфф (1969, «Десятичные коды с обнаружением ошибок»)
- Хюго Брандт Корстиус (1970, «Упражнения в вычислительной лингвистике»)
- Маартен ван Эмден (1971, «Анализ сложности»)
- Петер ван Эмде Бос (1974, «Абстрактные классы, привязанные к ресурсам»)
- Херман те Риле[англ.] (1976, «Вычислительное исследование обобщённых аликвотных последовательностей»)
- Дик Груне[англ.] (1982, «О разработке ALEPH»)

## Премия ван Вейнгаардена
Начиная с 60-летнего юбилея Центра математики и информатики премия ван Вейнгаардена в виде бронзовой статуэтки вручается каждые пять лет сразу двум учёным из разных областей информатики и математики.
- 2006: Нэнси Линч и Перси Дьяконис[9]
- 2011: Эва Тардош и Джон Бутчер[англ.][10]
- 2016: Сара ван де Геер и Ксавье Леруа[11]
- 2022: Марта Квятковска[англ.] и Сьюзан Мёрфи[англ.][12]